# Għargħur
Għargħur (maltsky Ħal Għargħur) je městečko v severním regionu Malty. Rozkládá se na vršku mezi dvěma údolími. V městském znaku je na stříbrném štítu červená hvězda nad červeným trojúhelníkem. Latinské motto Excelsior odkazuje na fakt, že město je jedním z nejvýše položených sídel na Maltě.